# Olavo Egídio de Sousa Aranha
Olavo Egídio de Sousa Aranha (Campinas, 10 de outubro de 1863 — São Paulo, 6 de março de 1928) foi um político, advogado, fazendeiro e banqueiro brasileiro. 
Filho de Antônio Egídio de Sousa Aranha (filho de Francisco Egídio de Sousa Aranha e da viscondessa de Campinas Maria Luzia de Sousa Aranha) e de Elisma Amaral de Sousa Aranha (filha do visconde de Indaiatuba Joaquim Bonifácio do Amaral e de Ana Guilhermina Pompeu do Amaral).
Casou-se com Vicentina de Souza Queirós, neta de barão de Souza Queiroz Francisco Antonio de Sousa Queirós. O casal teve cinco filhos: Francisca (que se casou com Paulo Setúbal), Antônio, Olavo Junior, Alfredo, e Renato. 
Estudou no colégio Culto à Ciência em Campinas. Iniciou seus estudos na Faculdade de Direito de São Paulo mas se formou pela Faculdade de Direito do Recife. 
Durante o Império participou da vida política pelo Partido Liberal. Com a República se filiou ao Partido Republicano Paulista. 
Foi secretário da fazenda nos governos de Jorge Tibiriçá e Albuquerque Lins de 1906 a 1912.  
Participou ativamente do Convênio de Taubaté de 1906.  
Em 1909 criou o Banco de Crédito Hipotecário e Agrícola do Estado de São Paulo que se tornaria o BANESPA. 
Participou da campanha civilista de 1910. Foi chefe do Partido Republicano Paulista de 1911 a 1924. Serviu como deputado federal por dois mandatos entre 1921 e 1926. 